# Helen Gerster-Nigg
Helen Gerster-Nigg (* 22. Januar 1918 in Wil; † 17. April 2010) war eine Schweizer Politikerin (CVP), Kantonsrätin und Berufsberaterin.

## Leben

### Herkunft und Bildung
Gerster-Nigg erhielt in Fribourg, Zürich und Neu St. Johann eine pädagogische Ausbildung. Schliesslich liess sie sich als Berufsberaterin ausbilden und übte diesen Beruf ab 1951 aus. Sie war insbesondere als Berufsberaterin für Mädchen tätig. 1956 heiratete sie und wurde 1958 Mutter. 1964 nahm die Familie ein Pflegekind auf.

### Politik
Mit dem Frauenstimmrecht suchten die Parteien gezielt nach Frauen für die Wahlen zum St. Galler Grossen Rat (seit 2003: Kantonsrat) im Jahr 1972. Gerster-Nigg wurde als erste Wiler Frau in den Kantonsrat gewählt, wo sie bis 1984 aktiv blieb. In dieser Zeit war sie ausserdem die einzige Wiler Frau im Kantonsparlament. Später wurde sie in den Bezirksschulrat gewählt und war dessen Präsidentin. Auch nach ihrer Pensionierung war sie weiterhin als Freiwillige engagiert.